# یکی از پسرها (آلبوم)
یکی از پسرها (به انگلیسی: One of the Boys) دومین آلبوم استودیویی از خوانندهٔ آمریکایی کیتی پری می‌باشد که پس از هفت سال و پس از آلبوم قبلی با نام کیتی هادسن از سوی کپیتال رکوردز در ۱۷ ژوئن سال ۲۰۰۸ منتشر گردید. این آلبوم در بین جدول بیلبورد ۱۰۰ قرار گرفت و آهنگ‌های «داغ و سرد»، «دختری را بوسیدم»، «فکر کردن به تو» و «بیداری در لاس وگاس» در کشورهای مختلف مقام‌های گوناگونی را بدست آوردند.کیتی پری برای این آلبوم نامزد دو جایزه گرمی شد و حدود پنج میلیون نسخه از این آلبوم در سراسر جهان به فروش رفت.

## تور
تور سلام کیتی نخستین تور کنسرت کیتی پری بود که در حمایت از آلبوم دومش یکی از پسرها اجرا شد. این تور در آمریکای شمالی، اروپا، آسیا و اقیانوسیه اجرا داشت.

## فهرست ترانه‌ها
| شماره | نام                    | پانویس   | مدت‌زمان |
| ----- | ---------------------- | -------- | ------- |
| ۱     | یکی از پسرها           | [ پ ۱ ]  | ۴:۰۹    |
| ۲     | دختری را بوسیدم        | [ پ ۲ ]  | ۳:۰۱    |
| ۳     | بیداری در وگاس         | [ پ ۳ ]  | ۳:۲۴    |
| ۴     | فکر کردن به تو         | [ پ ۴ ]  | ۴:۰۹    |
| ۵     | مانکن                  | [ پ ۵ ]  | ۳:۱۹    |
| ۶     | خیلی گی‌ای              | [ پ ۶ ]  | ۳:۳۹    |
| ۷     | داغ و سرد              | [ پ ۷ ]  | ۳:۴۲    |
| ۸     | اگر می‌توانید مرا بخرید | [ پ ۸ ]  | ۳:۲۱    |
| ۹     | گم شده                 | [ پ ۹ ]  | ۴:۱۸    |
| ۱۰    | تحمیل شده بر خود       | [ پ ۱۰ ] | ۳:۲۷    |
| ۱۱    | هنوز نفس می‌کشم         | [ پ ۱۱ ] | ۳:۴۸    |
| ۱۲    | اثر انگشت              | [ پ ۱۲ ] | ۳:۴۴    |

## برابرهای انگلی
1. ↑  One of the Boys
2. ↑  I Kissed a Girl
3. ↑  Waking Up in Vegas
4. ↑  Thinking of You
5. ↑  Mannequin
6. ↑  Ur So Gay
7. ↑  Hot n Cold
8. ↑  If You Can Afford Me
9. ↑  Lost
10. ↑  Self Inflicted
11. ↑  I'm Still Breathing
12. ↑  Fingerprints